# Metastelma barbigerum
Metastelma barbigerum là một loài thực vật có hoa trong họ La bố ma. Loài này được Scheele mô tả khoa học đầu tiên.